# Лондонска општина Излингтон
Градска општина Излингтон (енгл. London Borough of Islington /ˈɪzlɪŋtən/ ( слушај)) је лондонска општина у утрашњем делу Лондона. Формирана је 1965. спајањем некадашњих метрополских општина Излингтона и Финзбурија. Општина садржи две вестимнстерске изборне јединице, Северни Излингтон и Јужни Излингтон и Финзбури. Локалну власт има Веће лондонске општине Излингтон. 

## Окрузи Излингтона
У општини се налазе следеће области:
- Ејнџел
- Арчвеј
- Барнзбури
- Канонбури
- Клеркенвел
- Фарингтон
- Финзбури
- Парк Финзбури
- Хајбури
- Хајгејт
- Халовеј
- Излингтон
- Кингс Крос
- Доњи Халовеј
- Милдмеј
- Негс Хед
- Њунгтон Грин
- Оулд Стрит
- Пентовил
- Свети Лука
- Парк Тафнел
- Горњи Халовеј

## Локална власт и инфраструктура
Главне канцеларије Управе грађанског ваздухопловства налазе се код CAA House, у лондонској општини Излингтон.